# Zeilen op de Olympische Zomerspelen 2008
Zeilen is een van de sporten die beoefend werden tijdens de Olympische Zomerspelen 2008 in Peking. De wedstrijden vonden plaats van 9 tot 21 augustus in de Internationale Jachthaven van Qingdao.

## Klassen
Er werd in elf klassen om de medailles gestreden, vier voor mannen, vier voor vrouwen en drie open klassen.
| Mannen                 | Vrouwen                       | Open                   |
| ---------------------- | ----------------------------- | ---------------------- |
| Plankzeilen (RS:X)     | Plankzeilen (RS:X)            | Zwaargewichtjol (Finn) |
| Eenpersoonsjol (Laser) | Eenpersoonsjol (Laser radial) | Skiff (49er)           |
| Tweepersoonsjol (470)  | Tweepersoonsjol (470)         | Multihull (Tornado)    |
| Kielboot (Star)        | Kielboot (Yngling)            |                        |

## Competitieopzet
De competitie werd door middel van 'fleetracing' gezeild. In elf races (voor de 49er zestien races) zou er per klasse worden gezeild waarbij de eerst aankomende 1 punt toebedeeld kreeg, nummer twee 2 punten en zo verder oplopend. Nieuw voor deze Spelen was dat na tien races (vijftien voor 49er) per klasse de medaille race volgde, waar alleen de top tien aan mocht deelnemen en waarbij dubbele punten werden toegekend. De boot met het minste puntentotaal na alle races (minus aftrek van de slechtste score, in de 49er minus de twee slechtste scores) werd de olympisch kampioen.
Door de weersomstandigheden werden de 9e race in de laser en laser radial, de 9e en 10e race in de finn en yngling klasse en de 13e en 14e race in de 49er-klasse afgelast.

## Medailles
| Discipline              | Goud                                | Goud | Zilver                                     | Zilver | Brons                                                  | Brons |
| ----------------------- | ----------------------------------- | ---- | ------------------------------------------ | ------ | ------------------------------------------------------ | ----- |
| plankzeilen (m)         | Tom Ashley                          | NZL  | Julien Bontemps                            | FRA    | Shahar Zubari                                          | ISR   |
| laser klasse (m)        | Paul Goodison                       | GBR  | Vasilij Zbogar                             | SLO    | Diego Romero                                           | ITA   |
| 470 klasse (m)          | Nathan Wilmot Malcolm Page          | AUS  | Nick Rogers Joe Glanfield                  | GBR    | Nicolas Charbonnier Olivier Bausset                    | FRA   |
| star klasse (m)         | Iain Percy Andrew Simpson           | GBR  | Bruno Prada Robert Scheidt                 | BRA    | Anders Ekström Fredrik Lööf                            | SWE   |
|                         |                                     |      |                                            |        |                                                        |       |
| plankzeilen (v)         | Yin Jian                            | CHN  | Alessandra Sensini                         | ITA    | Bryony Shaw                                            | GBR   |
| laser radial klasse (v) | Anna Tunnicliffe                    | USA  | Gintaré Volungevičiūtė                     | LTU    | Xu Lijia                                               | CHN   |
| 470 klasse (v)          | Elise Rechichi Tessa Parkinson      | AUS  | Marcelien de Koning Lobke Berkhout         | NED    | Fernanda Oliveira Isabel Swan                          | BRA   |
| yngling klasse (v)      | Sarah Ayton Sarah Webb Pippa Wilson | GBR  | Mandy Mulder Annemieke Bes Merel Witteveen | NED    | Sofia Bekatorou Sofia Papadopoulou Virginia Kravarioti | GRE   |
|                         |                                     |      |                                            |        |                                                        |       |
| finn klasse (o)         | Ben Ainslie                         | GBR  | Zach Railey                                | USA    | Guillaume Florent                                      | FRA   |
| 49er-klasse (o)         | Jonas Warrer Martin Kirketerp       | DEN  | Iker Martínez Xabier Fernández             | ESP    | Jan-Peter Peckolt Hannes Peckolt                       | GER   |
| tornado klasse (o)      | Antón Paz Fernando Echavarri        | ESP  | Darren Bundock Glenn Ashby                 | AUS    | Santiago Lange Carlos Espínola                         | ARG   |

## Medaillespiegel
| Plaats | Land             | NOC    | Goud | Zilver | Brons | Totaal |
| ------ | ---------------- | ------ | ---- | ------ | ----- | ------ |
| 1      | Groot-Brittannië | GBR    | 4    | 1      | 1     | 6      |
| 2      | Australië        | AUS    | 2    | 1      | 0     | 3      |
| 3      | Spanje           | ESP    | 1    | 1      | 0     | 2      |
| 3      | Verenigde Staten | USA    | 1    | 1      | 0     | 2      |
| 5      | China            | CHN    | 1    | 0      | 1     | 2      |
| 6      | Denemarken       | DEN    | 1    | 0      | 0     | 1      |
| 6      | Nieuw-Zeeland    | NZL    | 1    | 0      | 0     | 1      |
| 8      | Nederland        | NED    | 0    | 2      | 0     | 2      |
| 9      | Frankrijk        | FRA    | 0    | 1      | 2     | 3      |
| 10     | Brazilië         | BRA    | 0    | 1      | 1     | 2      |
| 10     | Italië           | ITA    | 0    | 1      | 1     | 2      |
| 12     | Litouwen         | LTU    | 0    | 1      | 0     | 1      |
| 12     | Slovenië         | SLO    | 0    | 1      | 0     | 1      |
| 14     | Argentinië       | ARG    | 0    | 0      | 1     | 1      |
| 14     | Duitsland        | GER    | 0    | 0      | 1     | 1      |
| 14     | Griekenland      | GRE    | 0    | 0      | 1     | 1      |
| 14     | Israël           | ISR    | 0    | 0      | 1     | 1      |
| 14     | Zweden           | SWE    | 0    | 0      | 1     | 1      |
| Totaal | Totaal           | Totaal | 11   | 11     | 11    | 33     |